# 12e man

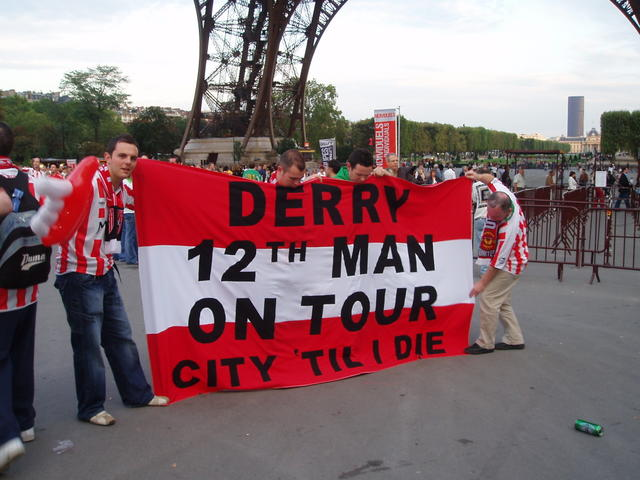
De 'twaalfde man' van Derry City FC in Parijs

De 12e man is een term die gewoonlijk gebruikt wordt om de fans die tijdens een Americanfootball- of voetbalwedstrijd in een stadion aanwezig zijn te typeren. 
Omdat bij sommige sporten (waaronder voetbal) maximaal elf spelers op het veld zijn toegestaan, duidt de term op een poging van fans om hun team te steunen. De aanwezigheid en vocale ondersteuning van de fans ondersteunt het team in zulk een mate, dat zij als het ware met een twaalfde man spelen. 
Door de aard van de fans en hun gedrag, kan hun aanwezigheid een diepgaande invloed hebben op de prestaties van beide teams. Daarom zullen fans vaak luide geluiden en spreekkoren tentoonspreiden met als doel het afleiden, demoraliseren en zaaien van verwarring, wanneer de tegenstander in balbezit is of een scheidsrechterlijke beslissing ten faveure van het team af te dwingen. Geluid wordt gemaakt door onder andere te schreeuwen, fluiten en op voorwerpen te slaan.

## Geschiedenis
De Texas A&M University claimt de term in 1922 te hebben uitgevonden. De coach van het Americanfootballteam van A&M had een dreigend tekort aan wisselspelers. Als reactie hierop vroeg de coach iemand uit het publiek, die onlangs gestopt was met American football, om als wisselspeler dienst te doen. De man uit het publiek stemde hiermee in. Hoewel hij niet in actie hoefde te komen, symboliseerde hij de bereidheid van alle mensen in het publiek, om voor hun team in actie te komen. Later is een standbeeld van 'Twaalfde Man' deze twaalfde man, opgericht, om aan diens geest te herinneren.

## Effect
Het effect van de '12e man' loopt sterk uiteen en kan in twee categorieën worden ingedeeld. Het eerste is het psychologische effect; de aanwezigheid van een grote schare fans (vaak gekleed in de kleuren van de club) heeft als doel de tegenstander te intimideren. Het tweede effect is de oorverdovendheid van een luidruchtig publiek. Dit laatste effect is met name op het vaak statische American football van toepassing, waarbij het thuispubliek met name van zich laat horen wanneer het uitspelende team een aanval opzet en coördineert, en het dit via kabaal poogt te verstoren. Dit communicatieverstorend effect is niet aanwezig in het meer dynamische voetbal; een luid publiek bij het voetbal verstoort de aanval van de uitploeg net zozeer als de verdediging van de thuisploeg. Een voetbalpubliek is doorgaans de hele wedstrijd luidruchtig: een aanval van de eigen partij wordt deze aangemoedigd en een aanval van de tegenpartij wordt weggehoond terwijl verdedigende acties van de thuisploeg weer worden toegejuicht. Bovendien is bij het voetbal de invloed van een grote, luide massa op scheidsrechterlijke beslissingen en in het geval van een strafschop niet te onderschatten. Gesteld kan worden dat het eerste, psychologische, effect meer van toepassing is op het voetbal en het tweede, meer praktische, effect meer van toepassing is op het American football. Er moet aangetekend worden dat het eerste effect ook avérechts kan werken, een tegenpartij kan ook juist kracht ontlenen aan, en moed putten uit een vijandig thuispubliek.

## Rugnummer
Er zijn meerdere voetbalclubs die besloten hebben het rugnummer 12 niet meer te gebruiken. Hieronder een lijst van clubs die dit gedaan hebben:
| - Aberdeen FC - Atlético Mineiro - Bayern München - Bristol Rovers - Cork City - CSKA Moskou - Dynamo Dresden - Fenerbahçe SK - RSC Anderlecht - Ferencvárosi TC - Feyenoord - Hammarby IF | - Odense BK - Paris Saint-Germain - Plymouth Argyle - Portsmouth FC - PSV - Rangers Football Club - Roda JC - Go Ahead Eagles - Rode Ster Belgrado - Shamrock Rovers - SS Lazio - US Lecce - Zenit St. Petersburg |